# Examorelin
Examorelin (INN) (tên mã phát triển EP-23.905, MF-6003), còn được gọi là hexarelin, là một chất chủ vận mạnh, tổng hợp, peptidic, bằng miệng-hoạt động, Trung thẩm thấu và tính chọn lọc cao của ghrelin / tăng trưởng thụ hormone secretagogue (GHSR) và một loại thuốc tiết hormone tăng trưởng được phát triển bởi Mediolanum Farmaceutici. Nó là một hexapeptid với trình tự amino acid His-D-2-methyl-Trp-Ala-Trp-D-Phe-Lys-NH2 có nguồn gốc từ GHRP-6. Các peptide giải phóng GH này không có sự tương tự về trình tự với ghrelin, nhưng bắt chước ghrelin bằng cách đóng vai trò là chất chủ vận tại thụ thể ghrelin.
Testorelin đáng kể và phụ thuộc vào liều làm tăng nồng độ hormone tăng trưởng (GH) trong huyết tương ở động vật và người. Ngoài ra, tương tự như pralmorelin (GHRP-2) và GHRP-6, nó kích thích một chút và phụ thuộc liều lượng vào việc giải phóng prolactin, hormone adrenocorticotropic (ACTH) và cortisol ở người. Có nhiều báo cáo mâu thuẫn về khả năng của testorelin làm tăng yếu tố tăng trưởng giống như insulin 1 (IGF-1) và mức protein liên kết với yếu tố tăng trưởng giống như insulin 1 (IGFBP-1) ở người, với một số nghiên cứu không tìm thấy tăng một sự gia tăng nhỏ nhưng có ý nghĩa thống kê. Testorelin không ảnh hưởng đến nồng độ glucose trong huyết tương, hormone luteinizing (LH), hormone kích thích nang trứng (FSH) hoặc hormone kích thích tuyến giáp (TSH) ở người.
Testorelin giải phóng GH nhiều hơn so với hormone giải phóng hormone tăng trưởng (GHRH) ở người, và tạo ra tác dụng hiệp đồng trong việc giải phóng GH kết hợp với GHRH, dẫn đến tăng "GH" trong huyết tương của testorelin. Việc dùng trước GH làm giảm tác dụng giải phóng GH của testorelin, trong khi đó, ngược lại, xóa bỏ hoàn toàn tác dụng của GHRH. Điều trị trước bằng IGF-1 cũng làm giảm tác dụng tăng GH của testorelin. Testosterone, testosterone enanthate và ethinylestradiol, mặc dù không phải là oxandrolone, đã được tìm thấy có tác dụng làm tăng đáng kể tác dụng giải phóng GH của testorelin ở người. Theo đó, có khả năng do sự gia tăng nồng độ steroid giới tính, tuổi dậy thì cũng đã được tìm thấy để làm tăng đáng kể các hành động tăng GH của testorelin ở người.
Sự dung nạp một phần và có thể đảo ngược đối với các tác dụng giải phóng GH của testorelin xảy ra ở người khi sử dụng lâu dài (giảm 50-75% hiệu quả trong vài tuần đến vài tháng).
Testorelin đạt được các thử nghiệm lâm sàng giai đoạn II để điều trị thiếu hụt hormone tăng trưởng và suy tim sung huyết nhưng không phát triển hoàn chỉnh và không bao giờ được đưa ra thị trường.